# Studenci
Studenci ist ein Dorf in der Verbandsgemeinde Ljubuški im Südwesten von Bosnien und Herzegowina mit 299 Einwohnern. Studenci liegt in der Teilrepublik Föderation Bosnien und Herzegowina.

## Persönlichkeiten
- Dinko Šakić (1921–2008),  kroatischer KZ-Kommandant des von den Ustascha geleiteten Konzentrationslagers Jasenovac und verurteilter Kriegsverbrecher.